# Almtaler und Kirchdorfer Flyschberge

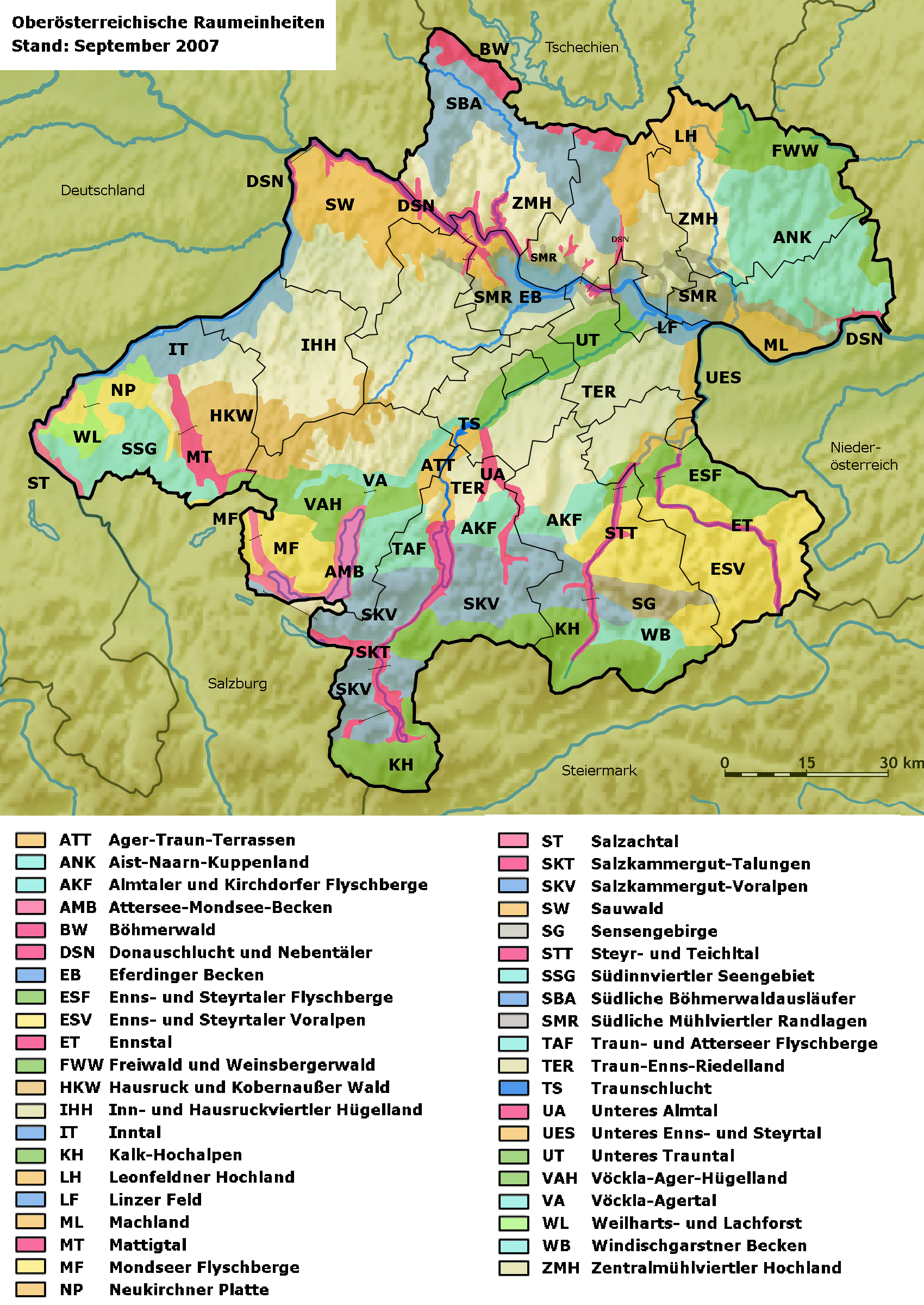
Alle OÖ Raumeinheiten

Die Almtaler und Kirchdorfer Flyschberge sind eine von 41 Oberösterreichischen Raumeinheiten und liegen im Alpenvorland.

## Lage
Die Raumeinheit umfasst drei räumlich isolierte Teilbereiche, die durch die Flüsse Alm und Krems getrennt sind und in den Bezirken Kirchdorf und Gmunden liegen.
Die Fläche der Almtaler und Kirchdorfer Flyschberge beträgt 174,48 km². Der tiefste Bereich liegt auf rund 480 m ü. A. bei Schlierbach. Die höchste Erhebung des Gebiets ist der Ziehberg mit 1087 m ü. A.
Folgende Gemeindegebiete liegen größtenteils in den Almtaler und Kirchdorfer Flyschbergen (beginnend im Westen): Gmunden, Gschwandt, Scharnstein, Pettenbach, Steinbach am Ziehberg, Kirchdorf, Schlierbach, Micheldorf und Grünburg.
Die Raumeinheit ist von folgenden oberösterreichischen Raumeinheiten umgeben (im Uhrzeigersinn, beginnend im Norden): Traun-Enns-Riedelland, Unteres Almtal, Enns- und Steyrtaler Flyschberge, Enns- und Steyrtaler Voralpen, Salzkammergut-Voralpen und Salzkammergut-Talungen. Die Raumeinheiten Unteres Almtal sowie Traun-Enns-Riedelland teilen diese Raumeinheit in die drei Teilbereiche.

## Charakteristik
- Hügelland mit parallel zum Alpenrand verlaufenden Haupttälern.
- Hoher Waldanteil an Hängen, auf Kuppen und in Tälern, meist in Form großer geschlossener Waldgebiete, vorwiegend Fichtenforste. Naturnähere Wälder sind selten, eher in steileren Hangzonen. Kahlschlagwirtschaft in den großen Forstflächen und zunehmend naturnahe Waldbewirtschaftung mit höherem Laubholzanteil.
- Enge Verzahnung von Wald und offenem Land ist landschaftsprägend. Starke Tendenz zur Nutzungsaufgabe im Grünland mit nachfolgender Neuaufforstung ist zu erkennen.
- Dichtes System an tief eingeschnittenen Seitenbächen („Flyschgräben“), überwiegend naturnah bei kleineren Bächen. Bäche entspringen in den oberen Hangbereichen. Lokale Ufersicherungen in den Tallagen an größeren Bächen in Siedlungsnähe. Uferbegleitgehölze sind meist vorhanden und ebenfalls landschaftsprägend.
- Bäuerlich geprägte, sehr strukturreiche Kulturlandschaft, überwiegend Einzelhofbebauung oft auch auf Kuppen. Vorwiegend Grünland, Ackerbau nur in den nördlichen Teilen von Bedeutung.
- Reich an Kulturlandschaftselementen (Hecken entlang von Grundstücksgrenzen, Obstbaumwiesen um die Gehöfte, Obstbaumzeilen, Lärchweiden). Hoher Anteil an mageren und fetten Blumenwiesen und Weiden, vor allem in steileren Hanglagen. Punktuell Bürstlingsrasen und Kalk-Magerrasen, Trockenstandorte nur auf steilen, besonnten Flächen.
- Oftmals nährstoffreiche Versumpfungen und Pfeifengraswiesen vorhanden.
- Nur wenige kleinere Ortschaften, Wirtschaft ist schwach entwickelt.